# Foot of the Mountain Tour
Foot of the Mountain Tour fue una gira europea de a-ha en apoyo a su noveno y último álbum de estudio, Foot of the Mountain.
Se inició el 27 de octubre de 2009 en Colonia y finalizó el 25 de noviembre de 2009 en Tokio, Japón: con tan sólo 18 espectáculos, es la gira más pequeña de a-ha.

## Fechas
| 28 de marzo     | Movistar Arena       | Santiago        | Chile                   | Chile    | Chile | Chile |
| 27 de octubre   | Lanxess Arena        | Santiago        | Colonia                 | Alemania |       |       |
| 28 de octubre   | O2 World             | Santiago        | Berlín                  | Alemania |       |       |
| 30 de octubre   | Color Line Arena     | Santiago        | Hamburgo                | Alemania |       |       |
| 31 de octubre   | Festhalle            | Frankfurt       |                         | Alemania |       |       |
| 2 de noviembre  | The NIA              | Birmingham      | Inglaterra, Reino Unido |          |       |       |
| 3 de noviembre  | MEN Arena            | Mánchester      | Inglaterra, Reino Unido |          |       |       |
| 4 de noviembre  | O2 Arena             | Londres         | Inglaterra, Reino Unido |          |       |       |
| 6 de noviembre  | Oslo Spektrum        | Oslo            | Noruega                 |          |       |       |
| 7 de noviembre  | Oslo Spektrum        | Oslo            | Noruega                 |          |       |       |
| 10 de noviembre | Bobino               | París           | Francia                 |          |       |       |
| 11 de noviembre | Ancienne Belgique    | Bruselas        | Bélgica                 |          |       |       |
| 12 de noviembre | König Pilsener Arena | Oberhausen      | Alemania                |          |       |       |
| 14 de noviembre | TUI Arena            | Hanóver         | Alemania                |          |       |       |
| 16 de noviembre | Messehalle           | Erfurt          | Alemania                |          |       |       |
| 17 de noviembre | Hala Arena           | Łódź            | Polonia                 |          |       |       |
| 20 de noviembre | Ice Palace           | San Petersburgo | Rusia                   |          |       |       |
| 22 de noviembre | Olimpiysky Arena     | Moscú           | Rusia                   |          |       |       |
| Asia            |                      |                 |                         |          |       |       |
| 25 de noviembre | JCB Hall             | Tokio           | Japón                   |          |       |       |

## Temas
Este es el listado de temas tocado para el concierto de apertura de la gira en Colonia. La lista contiene temas de siete de los nueve álbumes de estudio, excluyendo East of the Sun, West of the Moon y Memorial Beach.
1. "The Sun Always Shines on T.V."
2. "Riding the Crest"
3. "The Bandstand"
4. "Scoundrel Days"
5. "Stay on These Roads"
6. "Manhattan Skyline"
7. "Hunting High and Low"
8. "The Blood that Moves the Body"
9. "I Dream Myself Alive"
10. "And You Tell Me"
11. "Velvet"
12. "Train of Thought"
13. "Sunny Mystery"
14. "Forever Not Yours"
15. "Shadowside"
16. "Summer Moved On"
17. "Foot of the Mountain"
18. "Cry Wolf"
19. "Analogue"
20. "The Living Daylights"
21. "Take on Me"

## Personal
- Morten Harket: voz y guitarra.
- Paul Waaktaar-Savoy: guitarra y voz.
- Magne Furuholmen: teclados, guitarra y voz.
- Karl Oluf Wennerberg: batería.
- Erik Ljunggren: teclados, programación y bajo.